# Halley Records
Halley Records és un segell discogràfic català fundat l'any 2015 per tres empreses del sector musical de Barcelona: Èxits Management, Lizardqueen Music i Vibra Comunicació. Les primeres referències del segell van ser el segon disc de Ferran Palau, Santa ferida, i la reedició de les primeres composicions de Núria Graham, First tracks.
Al llarg de la seva trajectòria, ha publicat treballs discogràfic d'artistes com Els Catarres, Suu, Lildami, Roba Estesa o Figa Flawas, entre d'altres.